# Крупичка, Рудольф
Рудольф Крупичка (чеш. Rudolf Krupička; 4 декабря 1879, Старкоч-у-Часлава — 20 октября 1951, Кутна-Гора) — чешский поэт и драматург.
Вскоре после рождения с семьей переехал в Кутна-Гору, где его семья владела уксусным заводом. Там же в 1895 году окончил школу, в 1898 году окончил торговую академию в Праге. После учёбы стал работать на семейном предприятии. С 1910 по 1914 год ездил в Берлин в качестве торгового представителя своей фирмы. С 1915 по 1916 проходил службу в армии. После армии остался на уксусном заводе, где проработал до его национализации.

## Поэмы
- Zlatá kotva, 1918
- Práh srdce, 1920
- První láska, 1922
- Láska za lásku, 1927
- Skřivánčí píseň, 1940
- Maminka, 1948

## Драмы
- Velký stil, журнал Moderní revue, 1915
- Vršovci, Прага, журнал Moderní revue, 1919
- Nový Majestát